# Doppelkorn
Doppelkorn (kornbrand, edelkorn) – wódka pochodzenia niemieckiego, o zawartości alkoholu 38–42%.
Alkohol ten wynaleziono w XV w. w północnych Niemczech, destylując zacier zbożowy. Od 1909 r. produkuje się go z pszenicy, żyta, owsa, gryki i jęczmienia. Zacier wyrabia się z wody i słodu pszenicznego. Dodaje się drożdże, aby zamienić cukier w alkohol i dwutlenek węgla. Po sfermentowaniu zacier jest poddawany procesowi destylacji. Trunek jest przechowywany w pojemnikach ze szlachetnej stali, czasem w dębowych beczkach.